# Eyes (渡辺美里のアルバム)
『eyes』（アイズ）は、1985年10月2日にリリースされた渡辺美里の1枚目のオリジナル・アルバム。発売元はEPIC・ソニー。

## 背景
当時同じレコード会社に所属しており、共にTM NETWORKのメンバーとして活動中だった小室哲哉、木根尚登や、大江千里、岡村靖幸ら若手の作家陣を迎えたアルバム。また当時渡辺と同じ事務所の先輩だった白井貴子が楽曲提供している。
同年5月にリリースされたデビューシングル「I'm Free」（ケニー・ロギンスのカバー曲）及びカップリング曲の「タフな気持で (Don't Cry)」（エイジアの「Don't Cry」のカバー曲）は、長年収録されていない状態が続いていたが、2015年に発売された同アルバム30周年記念盤のボーナストラックにおいて収録された。
2015年12月16日にはデビュー30周年記念として『eyes -30th Anniversary Edition-』が発売された。

## 音楽性
5曲目の「悲しいボーイフレンド」は、2009年公開の映画『悲しいボーイフレンド』のモチーフとして使用された。
10曲目の「きみに会えて」は、この曲が発表された当時を時代設定として製作された映画『世界の中心で、愛をさけぶ』にて、挿入歌として印象的な場面で使用されている。また、作曲を担当した小室がアルバム『Hit Factory』にてセルフカバーしている。

## ディスクジャケット
表面は前髪をハサミで切られようとする不機嫌そうな表情をした渡辺の姿、裏面はサングラスを着用して上機嫌に笑顔を見せる渡辺の姿が掲載されている。
ジャケットの撮影を担当した大川直人は、渡辺がスタジオでヘアメイク中に髪を整えている姿が印象的だったといい、実際に前髪を切って撮影した。大川は2022年に行われた『FRIDAY』の取材で、一番印象に残っているとコメントしている。

## 収録曲
| #         | タイトル                         | 作詞       | 作曲       | 編曲      | 時間  |
| --------- | -------------------------------- | ---------- | ---------- | --------- | ----- |
| 1.        | 「SOMEWHERE（Instrumental）」    |            | 小室哲哉   | 小室哲哉  | 0:31  |
| 2.        | 「GROWIN' UP」                   | 神沢礼江   | 岡村靖幸   | 後藤次利  | 4:24  |
| 3.        | 「すべて君のため」               | 神沢礼江   | 岡村靖幸   | 後藤次利  | 4:05  |
| 4.        | 「18才のライブ」                 | 竹花いち子 | 亀井登志夫 | 大村憲司  | 3:54  |
| 5.        | 「悲しいボーイフレンド」         | 大江千里   | 大江千里   | 後藤次利  | 4:19  |
| 6.        | 「eyes」                         | 戸沢暢美   | 木根尚登   | 西本明    | 5:49  |
| 7.        | 「死んでるみたいに生きたくない」 | 戸沢暢美   | 小室哲哉   | 後藤次利  | 4:22  |
| 8.        | 「追いかけてRAINBOW」            | 渡辺美里   | 白井貴子   | 後藤次利  | 3:51  |
| 9.        | 「Lazy Crazy Blueberry Pie」     | 神沢礼江   | 岡村靖幸   | 岡村靖幸  | 4:14  |
| 10.       | 「きみに会えて」                 | 神沢礼江   | 小室哲哉   | 清水信之  | 5:28  |
| 11.       | 「Bye Bye Yesterday」            | 渡辺美里   | 岡村靖幸   | 清水信之  | 3:58  |
| 合計時間: | 合計時間:                        | 合計時間:  | 合計時間:  | 合計時間: | 44:55 |

### 「eyes -30th Anniversary Edition-」ボーナス・トラック収録曲
| #         | タイトル                     | 作詞                                          | 作曲                         | 編曲      | 時間  |
| --------- | ---------------------------- | --------------------------------------------- | ---------------------------- | --------- | ----- |
| 12.       | 「I'm Free」                 | Dean Pitchford Kenny Loggins 日本語詞：康珍化 | Dean Pitchford Kenny Loggins | 中村哲    | 3:30  |
| 13.       | 「タフな気持で (Don't Cry)」 | John Wetton Geoff Downes 日本語詞：只野菜摘   | John Wetton Geoff Downes     | 中村哲    | 3:36  |
| 14.       | 「ルージュの色よりもっと」   | 神沢礼江                                      | 亀井登志夫                   | 大村憲司  | 5:03  |
| 合計時間: | 合計時間:                    | 合計時間:                                     | 合計時間:                    | 合計時間: | 12:09 |

## 30th Anniversary Edition

### 背景
デビュー30周年を迎えたのを記念し同時に本アルバムも発売から30年を迎えた事を記念して発売された本作は、当時アルバム未収録となっていたデビューシングル「I'm Free」及びカップリング曲の「タフな気持で (Don't Cry)」、セカンドシングル「GROWIN' UP」のカップリング曲「ルージュの色よりもっと」の3曲が初収録された。
本作を引っ提げ、デビューアルバム『eyes』をレコードと同じように完全再現する『名盤ライブ「eyes」』と題した一夜限りのスペシャル・プレミアムライブが2016年3月12日にZepp Tokyo、3月20日にZepp Nanbaにて開催された。また同会場にてライブに参加した来場者には限定としてドキュメンタリーBOOK・DVDが貰えるようになっている。

### リリース
2015年12月16日、エピックレコードジャパンより発売され、アナログが同梱した完全生産限定盤及び、初回プレス限定盤のみ紙ジャケット仕様の通常盤の2形態で発売された。なお、その他の詳細などに関しては下記の形態を参照。
ハイレゾ音源配信サイトではCDよりも高音質なロスレス音源の配信が行われている。

### 形態
＜完全生産限定盤＞【CD+LP】ESCL-30020 /ESCL-30021  6,500円(税込）
- アナログ盤付き2枚組
- New York Sterling Soundのテッド・ジェンセンによるリマスタリング音源
- 未公開写真のアザーカットを使用した豪華LPサイズWジャケット仕様
- アルバム前にリリースしたシングル表題曲及び、カップリングを収録
- 高品質 Blu-spec CD2仕様
- 音楽評論家の田家秀樹による、約5,000文字にわたるスペシャルライナーノーツを掲載

＜通常盤＞【CD】ESCL-30022　3,000円(税込)
- New York Sterling Soundのテッド・ジェンセンによるリマスタリング音源
- 未公開写真のアザーカットを使用した初回仕様限定紙ジャケット仕様
- アルバムの前にリリースしたシングル表題曲及び、カップリングを収録
- 高品質 Blu-spec CD2仕様
- 音楽評論家の田家秀樹による、約5,000文字にわたるスペシャルライナーノーツを掲載

## クレジット

### 参加ミュージシャン
- Drums : 青山純・山木秀夫・島村英二
- Bass : 後藤次利・美久月千晴・富倉安生
- Guitar : 鈴木賢司 (Solo on #9), 大村憲司 (Solo on #4), 鳥山雄司 (Solo on #6), 佐橋佳幸 (#10)・今剛・北島健二
- Keyboards : 倉田信雄・国吉良一・中村哲・渋井博・富樫春生・西本明・岡村靖幸
- Synthesizer Operator : 迫田到・梅原篤・遠山淳 (#10,11)
- Percussion : 浜口茂外也
- Saxophone Solo : Jake H. Concepcion
- Co Produse and Instruments : 清水信之 (#10,11)
- Chorus Arranged : 小室哲哉[注釈 1]
- Chorus : 渡辺美里 (#1,2,5,7)・岡村靖幸 (#2,9)・TM NETWORK (#2,3,7)

### スタッフ
- Produced : 小坂洋二
- Vocals co-Produced : 伊東俊郎
- Directed : 山口三平, 早川隆, 大本和典
- Recorded, Mixed : 伊東俊郎, 森本信 (#10,11)
- Recorded : 渡辺茂実, 大森政人
- Assisted : 伊藤康宏, 坂東 "ushiwakamaru" 宏治
- artist promoted : 小谷和巳, 石栗一浩
- art direction, Design : 植田敬治
- Photography : 大川直人

## リリース履歴
| No. | 日付           | レーベル          | 規格                          | 規格品番                        | 最高順位 | 備考 |
| --- | -------------- | ----------------- | ----------------------------- | ------------------------------- | -------- | --- |
| 1   | 1985年10月2日  | EPIC・ソニー      | LP CT CD                      | 28・3H-180 28・6H-150 32・8H-44 | 4位      | |
| 2   | 1991年7月1日   | Epic/Sony Records | CD                            | ESCB-1160                       |          | |
| 3   | 1992年12月12日 | Epic/Sony Records | MD                            | ESYB-7029                       |          | |
| 4   | 2010年8月25日  | Epic Records      | Blu-spec CD                   | ESCL-20040                      |          | CD-BOX『Misato Watanabe 25th Anniversary Album Box-Wonderful Moments 25th-』 （完全生産限定盤）収録。紙ジャケット、リマスタリング仕様 |
| 5   | 2015年12月16日 | Epic Records      | Blu-spec CD2、LP Blu-spec CD2 | ESCL-30020〜1 ESCL-30022        |          | 30th Anniversary Edition、上段は完全生産限定盤、下段は通常盤                                                                          |